# HMS Birmingham (D86)
El HMS Birmingham (D86) fue un destructor Tipo 42 que sirvió a la Marina Real británica entre 1973 y 1999.

## Construcción
El Birmingham fue iniciado el 28 de marzo de 1972 en Cammell Laird & Company Ltd. en Birkenhead. Fue botado el 30 de julio de 1973 y finalmente entregado el 3 de diciembre de 1976.

## Historia de servicio
El Birmingham fue uno de los primeros barcos junto con el HMS Ardent que sirvió en el golfo Pérsico en la patrulla de Armilla que protegió los suministros de petróleo durante la guerra Irán-Irak en 1980.
El Birmingham pasó gran parte de su servicio como barco de contingencia de la flota y pasó un tiempo considerable en el papel de patrulla posteriormente a la guerra de las Malvinas. En 1984, patrulló las Malvinas y actuó como piquete radar junto con las fragatas HMS Broadsword y HMS Ajax. En 1985 participó en la Fuerza Naval Permanente del Mediterráneo, y visitó Gibraltar, Palma de Mallorca, Nápoles y Mesina. Después de una reforma en el astillero de Rosyth, regresó a Portsmouth en 1988 para realizar pruebas en el mar y volver a aceptar a la flota. Comandado por Roy Clare, quien hoy en día es director del Museo Marítimo de Londres, su primer despliegue posterior a la rehabilitación fue en una gira por la región del golfo Pérsico, que regresó en marzo de 1989.
El Birmingham dio sus frutos en Portsmouth el 10 de diciembre de 1999. A principios de enero de 2000, bajo su propio poder, navegó a Devonport donde, durante los dos meses siguientes, fue despojada de equipo utilizable. En mayo de 2000, la remolcaron de regreso a Portsmouth, donde la vendieron como chatarra, y la llevaron a España el 20 de octubre de 2000.